# Hadronyche cerberea

Hadronyche cerberea  (лат.) — вид ядовитых мигаломорфных пауков из семейства Hexathelidae, обитающий в центральном Новом Южном Уэльсе.

## Описание
У пауков данного вида блестящая черная головогрудь и матовые, от тёмно-коричневого до чёрного цвета, лапы и хелицеры. Брюшко от светло-коричневого до тёмно-коричневого цвета.

## Распространение и биология

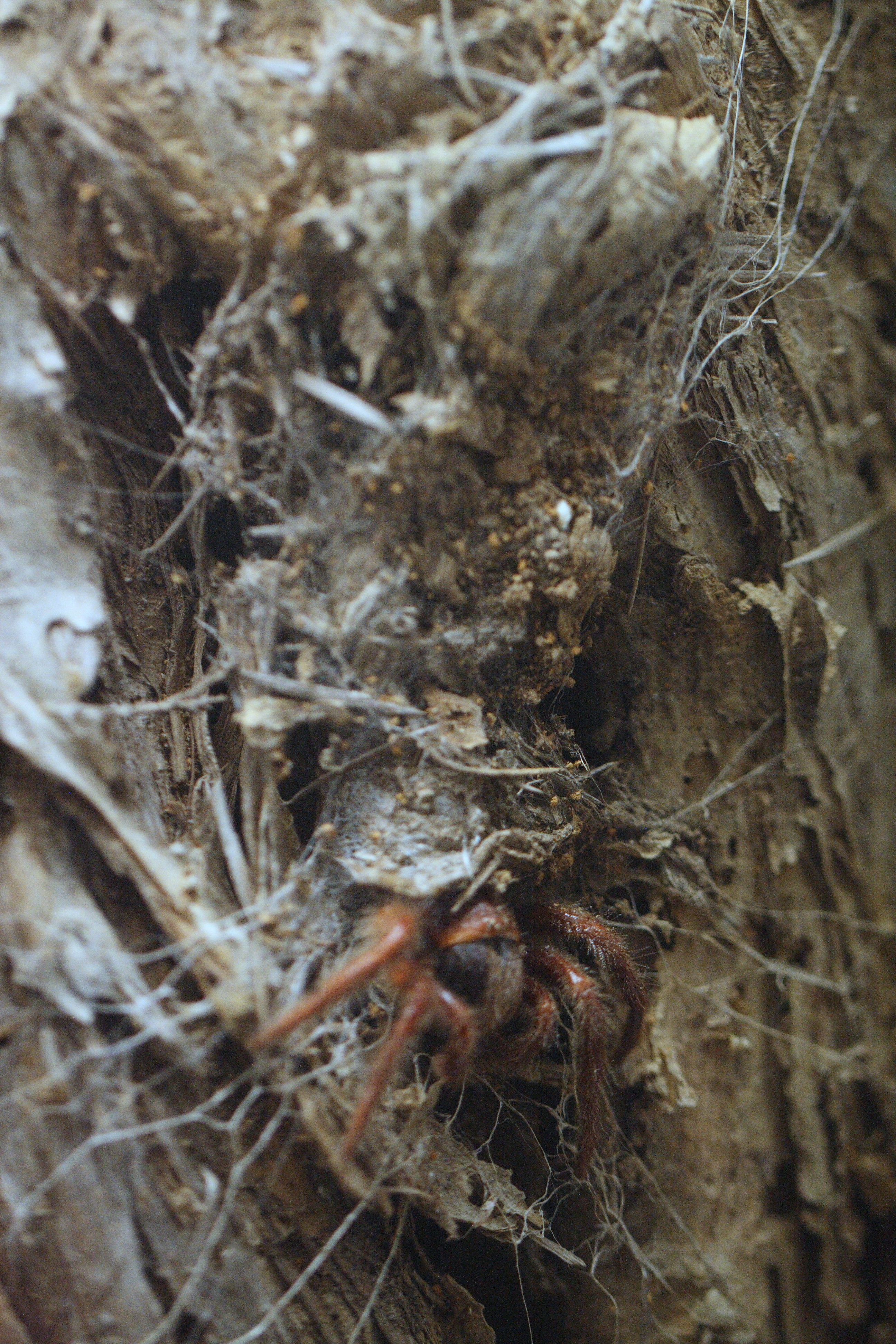
Образец самки Hadronyche cerberea, выставленный в Австралийском музее

Hadronyche cerberea обитают в восточной части Австралии от реки Хантер и центрального Нового Южного Уэльса до юга Нового Южного Уэльса. Обитают в сухих склерофитных лесах. Наряду с Hadronyche formidabilis, являются единственными видами семейства Hexathelidae живущими преимущественно на деревьях.
В Национальном парке Таллаганда и его окрестностях на юго-востоке штата Новый Южный Уэльс проживают совместно с видом Atrax sutherlandi, обитающим  исключительно в норах в почве.

## Токсичность
Три четверти укусов Hadronyche cerberea приводит к серьезной интоксикации. В качестве противоядия применяется сыворотка для вида Atrax robustus. Первые симптомы наблюдаются через 15-20 минут после укуса. Несмотря на отсутствие в яде атроксина и атраксотоксина, как у Atrax robustus, симптомы очень схожи с последствиями его укуса. К общим симптомам относятся потоотделение, синусовая тахикардия, боль в месте укуса, гипертония, тошнота и рвота. Отек легких часто происходит на ранней стадии интоксикации.